# Volo Continental Airlines 603
Il volo Continental Airlines 603 era un McDonnell Douglas DC-10 con una rotta programmata tra l'aeroporto internazionale di Los Angeles e l'aeroporto internazionale di Honolulu. Il 1 marzo 1978 si schiantò durante l'interruzione di un decollo, provocando la morte di quattro passeggeri.

## L'aereo e l'equipaggio
L'aereo coinvolto nell'incidente era un McDonnell Douglas DC-10-10, immatricolato come N68045, che aveva effettuato il suo primo volo nel 1972.
Il comandante era il 59enne Charles E. Hersche, al comando del suo ultimo volo prima del pensionamento. Lavorava per la Continental Airlines dal 1946 e aveva registrato 29.000 ore di volo, incluse 2.911 sul DC-10.
Il primo ufficiale era il 40enne Michael J. Provan, entrato nella Continental nel 1966 accumulando 10.000 ore di volo, di cui 1.149 sul DC-10.
L'ingegnere di volo era John K. Olsen, 39 anni, che lavorava nella compagnia aerea dal 1968. Era il membro meno esperto dell'equipaggio con sole 8.000 ore di volo, di cui 1.520 sul DC-10.

## L'incidente
L'aereo iniziò la corsa per il decollo dall'aeroporto internazionale di Los Angeles intorno alle 9:25. Nel frattempo, il battistrada reincappucciato dello pneumatico numero due sul principale carrello d'atterraggio sinistro si separò dal copertone e il conseguente sovraccarico lo fece scoppiare. Ciò, a sua volta, impose un sovraccarico allo pneumatico numero uno sullo stesso asse, provocando un secondo scoppio quasi immediatamente dopo il primo scoppio. Dei pezzi di metallo dai cerchioni degli pneumatici guasti danneggiarono il 5° pneumatico del carrello sinistro, facendolo esplodere.
Sebbene il comandante Hershe avesse ordinato di interrompere il decollo a 4 nodi (7,4 km/h; 4,6 mph), al di sotto della velocità V1, divenne evidente che l'aereo non poteva fermarsi entro i confini della pista. Fu il diretto risultato della parziale perdita di potenza frenante a seguito del guasto dei tre pneumatici del carrello di atterraggio sinistro, e anche perché la pista era bagnata. Il comandante guidò il velivolo in uscita dalla fine della metà destra della pista nel tentativo di "andare a fianco dei supporti delle luci sulla pista", evitando così una collisione, poiché le luci erano posizionate immediatamente oltre la fine della pista. Circa 100 piedi (30 m) oltre la fine della pista il carrello sinistro sfondò il pavimento non portante, causandone il collasso all'indietro. Alcuni pezzi del carrello guasto bucarono i serbatoi del carburante nell'ala sinistra, provocando immediatamente un incendio sul lato sinistro.
L'aereo scivolò fino a fermarsi a circa 664 piedi (202 m) oltre l'estremità di partenza della pista. A causa dell'incendio sul lato sinistro dell'aereo tutti i passeggeri dovettero evacuare sul lato destro. Tutti e quattro gli scivoli di evacuazione d'emergenza sul lato destro del velivolo furono colpiti dal calore e ad un certo punto si ruppero durante la fuga. I piloti del volo 603 e un collega fuori servizio si mossero rapidamente per guidare i passeggeri verso le uscite alternative dopo la rottura degli scivoli, azioni in seguito elogiate dal National Transportation Safety Board (NTSB) per aver salvato delle vite e ridotto il numero di feriti. I passeggeri ancora a bordo dopo che l'ultimo scivolo cedette si trovarono costretti a saltare a terra o ad usare una fune scorrevole dispiegata dal finestrino della cabina di pilotaggio del primo ufficiale.
Dei 186 passeggeri e 14 membri dell'equipaggio a bordo due passeggeri morirono per ustioni e inalazione di fumo. Inoltre, 28 passeggeri e tre membri dell'equipaggio rimasero gravemente feriti durante l'evacuazione. Due dei passeggeri gravemente feriti persero la vita per via delle ferite riportate circa tre mesi dopo.
Una gran parte della sezione sinistra dell'aereo andò distrutta. Successivamente l'aereo è stato radiato come perdita totale. L'incidente rappresenta il secondo incidente mortale e la quinta perdita di un McDonnell Douglas DC-10.

## L'indagine
Durante la sua indagine l'NTSB riscontrò che lo pneumatico numero due era scoppiato perché si era staccato dal battistrada (ricoperto). Al copertone numero uno toccò lo stesso destino perché era sovraccaricato e la sua struttura a tela era indebolita. Cedette anche il cinque perché era stato colpito da uno o più pezzi di metallo della ruota numero due o della ruota uno. Il cedimento di quel terzo pneumatico del carrello di atterraggio principale sinistro probabilmente contribuì alla rottura di tutto il carrello attraverso la pavimentazione non portante oltre la fine della pista, che a sua volta causò il collasso e la perforazione dei serbatoi del carburante. Inoltre l'NTSB dichiarò: "Gli pneumatici dell'aeromobile potrebbero essere stati utilizzati in condizioni di sovraflessione, poiché la pressione di gonfiaggio media era inferiore alla pressione ottimale per il peso lordo massimo"
L'NTSB formulò delle raccomandazioni alla Federal Aviation Administration (FAA), ad esempio di vietare il montaggio sullo stesso asse di modelli differenti di pneumatici, che avevano caratteristiche portanti diverse e anche che le caratteristiche portanti maggiori sono richieste negli pneumatici fabbricati in futuro. L'NTSB emanò anche una serie di raccomandazioni riguardanti dei miglioramenti alla sicurezza dell'evacuazione degli aeromobili, compreso lo sviluppo di scivoli più duraturi e resistenti al fuoco e il posizionamento di funi di evacuazione alle uscite d'emergenza da utilizzare in caso di guasto dello scivolo.

## Conseguenze
Dopo la fine delle indagini, la FAA apportò una serie di modifiche alle regole migliorando le prestazioni della pista, inclusi criteri di classificazione degli pneumatici aggiornati, standard di prestazione e test di prova. Inoltre l'FAA impose delle modifiche alla progettazione degli scivoli per l'evacuazione onde aumentarne la capacità, migliorare la resistenza al fuoco e il gonfiaggio più rapido.